# شیسوی
شیسوی (به لاتین: Shisui) یک منطقهٔ مسکونی در ژاپن است که در Inba District واقع شده‌است. شیسوی ۱۹٫۰۲ کیلومترمربع مساحت و ۲۱٬۱۵۸ نفر جمعیت دارد.